# 王永年 (光緒進士)
王永年（?—?），雲南省臨安府建水縣人，清朝政治人物、進士出身。
光緒九年（1883年），参加癸未科殿試，登進士二甲47名。同年五月，著以主事分部学习。